# Sergio Reguilón
Sergio Reguilón Rodríguez (sinh ngày 16 tháng 12 năm 1996) là một cầu thủ bóng đá chuyên nghiệp người Tây Ban Nha hiện đang chơi ở vị trí hậu vệ cánh trái.

## Tiểu sử cá nhân
Sinh ra ở Madrid, bố mẹ anh đến từ Zamora. Anh đang hẹn hò với Youtuber Marta Díaz.

## Sự nghiệp cấp câu lạc bộ

### Real Madrid
Reguilón gia nhập đội trẻ của Real Madrid năm 2005, lúc 8 tuổi. Ngày 5 tháng 8 năm 2015, sau khi kết thúc chương trình, anh được cho UD Logroñés đang thi đấu ở giải Segunda División B (giải hạng nhì Tây Ban Nha) mượn 1 mùa giải.
Reguilón đã ra mắt vào ngày 23 tháng 8 năm 2015, chơi 7 phút cuối cùng trong chiến thắng 3-0 trên sân nhà trước SD Compostela. Ngày 16 tháng 1 năm 2016, sau khi được được thi đấu khá hạn chế, anh trở lại Los Blancos, được vào đội hình B ở giải đấu hạng ba.
Ngày 23 tháng 8 năm 2016, Reguilón trở lại Logroñés cũng trong một hợp đồng cho mượn 1 năm. Anh có sự khởi đầu tốt, ghi được 8 bàn thắng trong mùa; nổi bật là 4 bàn thắng trong trận đấu với Athletic Bilbao B vào ngày 2 tháng 10 năm 2016 (thắng 5-3 trên sân nhà).
Khi trở về Castilla, Reguilón là lựa chọn chính thức của HLV Santiago Solari cho đội hình B, và anh đã gia hạn hợp đồng vào ngày 11 tháng 5 năm 2018. Ngày 25 tháng 8 năm đó, anh được HLV Julen Lopetegui đưa lên đội hình chính.
Reguilón đã ra mắt chuyên nghiệp vào ngày 2 tháng 10 năm 2018, bắt đầu từ trận thua 0-1 tại Champions League trước CSKA Moscow. Anh cũng đã ra mắt La Liga vào ngày 3 tháng 11 năm 2018, trong chiến thắng trên sân nhà 2-0 trước Real Valladolid.

#### Cho mượn ởSevilla
Ngày 5 tháng 7 năm 2019, anh được đem cho Sevilla mượn đến hết mùa giải 2019–20.

### Tottenham Hotspur
Vào ngày 19 tháng 9 năm 2020, Reguilón gia nhập Tottenham Hotspur theo hợp đồng 5 năm với điều khoản mua lại với giá £27.5m . Reguilón đã ra mắt Tottenham vào ngày 29 tháng 9 2020, trận sân nhà đấu với Chelsea ở vòng 4  League Cup, trận mà anh đã kiến tạo cho Erik Lamela bàn gỡ hoà, sau đó là đến loạt sút luân lưu. Spurs thắng 5–4 trong loạt luân lưu qua đó tới vòng tiếp theo của League Cup. Reguilón đã ra mắt Premier League vào ngày 6 tháng 10, trong trận thắng đậm 6–1 Manchester United.

### Manchester United
Ngày 01/09 năm 2023,  Reguilón gia nhập Manchester United dưới dạng cho mượn từ Tottenham Hotspur trong 1 mùa giải có điều khoản chấm dứt vào giữa mùa  

### Brenford
Ngày 18/1 Năm 2024,  Reguilon được Tottenham Hotspur F.C. cho mượn ở Brentford F.C. đến hết mùa giải 2023/2024

## Sự nghiệp quốc tế
Reguilón được gọi vào đội U21 Tây Ban Nha lần đầu bởi huấn luyện viên Luis de la Fuente Castillo cho vòng loại Giải vô địch U21 châu Âu 2019 thi đấu với Romania và Áo. Anh đã được gọi lên đội tuyển quốc gia bởi Robert Moreno ngày 4 tháng 10 năm 2019, trận gặp Na Uy và Thuỵ Điển.
Reguilón đã ra sân cho đội tuyển quốc gia Tây Ban Nha ngày 6 tháng 9 năm 2020, trận Tây Ban Nha thắng 4–0 trước Ukraine trong khuôn khổ 2020–21 UEFA Nations League.

## Thống kê sự nghiệp

### Câu lạc bộ
Tính đến ngày 8 tháng 11 năm 2020 
| Mùa giải            | Câu lạc bộ               | VĐQG                | VĐQG    | VĐQG   | Cúp QG  | Cúp QG | Châu Âu | Châu Âu | Khác    | Khác   | Tổng cộng | Tổng cộng |
| ------------------- | ------------------------ | ------------------- | ------- | ------ | ------- | ------ | ------- | ------- | ------- | ------ | --------- | --------- |
| Mùa giải            | Câu lạc bộ               | Segunda División B  | 18      | 0      | —       | —      | —       | —       | —       | —      | 18        | 0         |
| Mùa giải            | Câu lạc bộ               | Segunda División B  | 30      | 2      | —       | —      | —       | —       | —       | —      | 30        | 2         |
| Mùa giải            | Câu lạc bộ               |                     | 48      | 2      | —       | —      | —       | —       | —       | —      | 48        | 2         |
| Mùa giải            | Câu lạc bộ               | Hạng đấu            | Số trận | Số bàn | Số trận | Số bàn | Số trận | Số bàn  | Số trận | Số bàn | Số trận   | Số bàn    |
| 2015-16             | Logroñés (mượn)          | Segunda División B  | 9       | 0      | 3       | 0      | —       | —       | —       | —      | 12        | 0         |
| 2016-17             | Logroñés (mượn)          | Segunda División B  | 30      | 8      | 1       | 0      | —       | —       | —       | —      | 31        | 8         |
| 2018                | Real Madrid              | La Liga             | 14      | 0      | 4       | 0      | 4       | 0       | 0       | 0      | 22        | 0         |
| 2019-20             | Sevilla (loan)           | La Liga             | 31      | 2      | 2       | 0      | 5       | 1       | —       | —      | 38        | 3         |
| 2020–21             | Tottenham Hotspur        | Premier League      | 52      | 2      | 5       | 0      | 5       | 0       | 1       | 0      | 63        | 2         |
| 2023-24             | Manchester United (mượn) | Premier League      | 9       | 0      | 1       | 0      | 2       | 0       | 0       | 0      | 12        | 0         |
| 2024-               | Brentford F.C. (mượn)    | Premier league      | 3       | 0      | 0       | 0      | 0       | 0       | 0       | 0      | 3         | 0         |
| Tổng cộng sự nghiệp | Tổng cộng sự nghiệp      | Tổng cộng sự nghiệp | 148     | 14     | 15      | 0      | 14      | 1       | 1       | 0      | 229       |           |

### Đội tuyển quốc gia
Tính đến ngày 6 tháng 10 năm 2021
| Tây Ban Nha | Tây Ban Nha | Tây Ban Nha |
| Năm         | Trận        | Bàn         |
| ----------- | ----------- | ----------- |
| 2020        | 5           | 0           |
| 2021        | 1           | 0           |
| Tổng cộng   | 6           | 0           |

## Danh hiệu

### Câu lạc bộ
Real Madrid
- FIFA Club World Cup: 2018[25]

Sevilla
- UEFA Europa League: 2019–20[26]

Tottenham Hotspur
- UEFA Europa League: 2024–25[27]

Tây Ban Nha
- UEFA Nations League á quân: 2020–21

### Cá nhân
- Đội hình tiêu biểu UEFA Europa League: 2019–20[28]